# 夢みる惑星
『夢みる惑星』（ゆめみるわくせい）は、佐藤史生作のSF漫画作品。1980年春の号（創刊号）から、1984年5月号まで『プチフラワー』誌に連載。当初は『夢みる惑星より』という連作であった。「竜の谷」・「銀の舟」・「天の足音」・「星の都」・「紅の影」・「夏至祭」（前・後篇）と続いた後、第7話で「夢みる惑星」と改題し、連載長篇となった。コミックス4巻、文庫3巻、愛蔵版4巻が刊行されている。

## ストーリー
主人公イリスはアスカンタの第一王子であるが、出生上の問題のため、宮廷を離れ山中に母と隠れ住んでいた。その母は死に臨み、各地の神殿を統括する宗教の中心である「谷」でひっそり一生を終えるように言い含め、イリスを「谷」に託す。父モデスコ王はイリスが王位を継ぐことを望むが、それに対して「谷」の神官エル・ライジアは、数百年来該当者の無かった大神官（エル・シャッダイ）としてイリスを推戴しようと画策し、大神官になるのに不可欠である「幻視能力」をイリスが持っているかのように見せかける。イリスは能力者ではなかったが、エル・ライジアの志を受け継ぎ、己を能力者であるかの如く見せかける芝居を演じ続けながら、大陸に到来すると予見されている危機に対処するため、「谷」の宗教的権威と科学的知識を利用した策謀をめぐらせる。

## 関連作品
星の丘より
ソリステラでは、「正常人」の寿命が年々長くなる一方、出生率が著しく減少していた。他方で、テレパシーを持たず短命な「ミュータント」の人口は増加するばかりだった。そんな中、待ち望まれた王家の嫡子、アスランもまたミュータントとして生を受ける。
一見別作品のようだが、実は『夢みる惑星』の前史になっている作品。作者がデビューする前の1976年に『別冊少女コミック』に投稿し、佳作入選した。
雨の竜
南方王国は雨期に雨が降らない旱魃に襲われていた。神秘能力者でもある王子エル・ネアンは、雨乞い祈禱のために四人の娘を生け贄にすることを決定した。兄のネアンと仲の悪い王女アスカは、友人タルクとともに、雨を降らすことのできる「雨の竜」を求めて、旅に出る。
『夢みる惑星』の後の世界を描いた読み切り。『グレープフルーツ』第15号（1984年4月発売）に掲載。
竜の姫君
南方王国アスガラは、アスキィアン（アスカ）王女との縁談を進めるため、北方王国モルカンドのダルス王子を夏至の祭りに招待する。モルカンドを訪れていた南方出身の吟遊詩人タルク・レド・アスルは、王子一行に同道し、陰謀に巻き込まれる。
「雨の竜」のさらなる後日譚。増山のりえ篇『アリスブックI: 新作集』新潮社（1991年）所収。

## 既刊一覧
プチフラワービッグコミックス 小学館
1. 1982年5月20日 (1982年4月1日発売) ISBN 4-09-178361-9
2. 1982年12月20日 (1982年11月1日発売) ISBN 4-09-178362-7
3. 1983年7月20日 (1983年6月1日発売) ISBN 4-09-178363-5
4. 1984年7月20日 (1984年6月1日発売) ISBN 4-09-178364-3

小学館文庫 小学館
1. 1996年5月10日 (1996年4月17日発売) ISBN 4-09-191111-0
2. 1996年5月10日 (1996年4月17日発売) ISBN 4-09-191112-9
3. 1996年5月10日 (1996年4月17日発売) ISBN 4-09-191113-7

ペーパームーンコミックス 新書館
- 竜の夢その他の夢 -夢みる惑星ノート 1984年7月25日 ISBN 4-403-61057-9 『夢みる惑星』のイラスト集。他にQ&Aやエッセイ、「星の丘より」、「雨の竜」、「美女と野獣」を収録。

夢みる惑星 愛蔵版 ＜佐藤史生コレクション＞ 全4巻 復刊ドットコム　- オリジナル原稿をもとに、扉絵やカラーページなども可能な限り再現。また『竜の夢その他の夢 -夢みる惑星ノート-』のエッセイと短編「雨の竜」、「竜の姫君」も収録。
1. 2014年05月17日発売 ISBN 978-4-8354-5079-7
2. 2014年07月15日発売 ISBN 978-4-8354-5080-3
3. 2014年9月19日発売  ISBN 978-4-8354-5081-0
4. 2014年10月20日発売 ISBN 978-4-8354-5082-7

- 竜の夢その他の夢 -夢みる惑星ノート- ＜佐藤史生コレクション＞ 復刊ドットコム 2013年02月26日発売 ISBN 978-4-8354-4916-6
増補愛蔵版画集　-上記愛蔵版と収録作品の重複がある。

金星樹　- 佐藤史生の短編集。「星の丘より」を収録。
- 奇想天外コミックス 奇想天外社 1979年7月5日 ISBN 無 (雑誌コード 0071-1029-1512)
- 新潮コミック 新潮社　1992年12月15日 ISBN 4-10-603032-2
- ＜佐藤史生コレクション＞復刊ドットコム 2012年7月21日発売 ISBN 978-4-8354-4847-3

アリスブック 新潮社　- 24年組に関連する漫画家による作品集。
1. (I 新作集) 1991年9月25日発行 ISBN 4-10-603026-8　- 「竜の姫君」初出。
2. (II 名作集) 1991年9月25日発行 ISBN 4-10-603027-6　- 「雨の竜」を収録。

総特集 河出書房新社
- 佐藤史生: 少女マンガが夢見た未来 2024年6月30日発行 ISBN 978-4-309-25755-6　- 「雨の竜」のほか、『夢みる惑星』のイラストなどを収録。